# Tama (percussions)
Pour les articles homonymes, voir Tama.

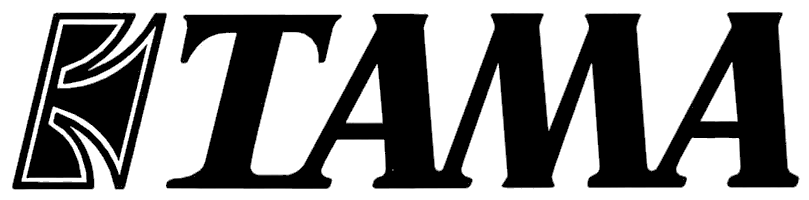
Logo.

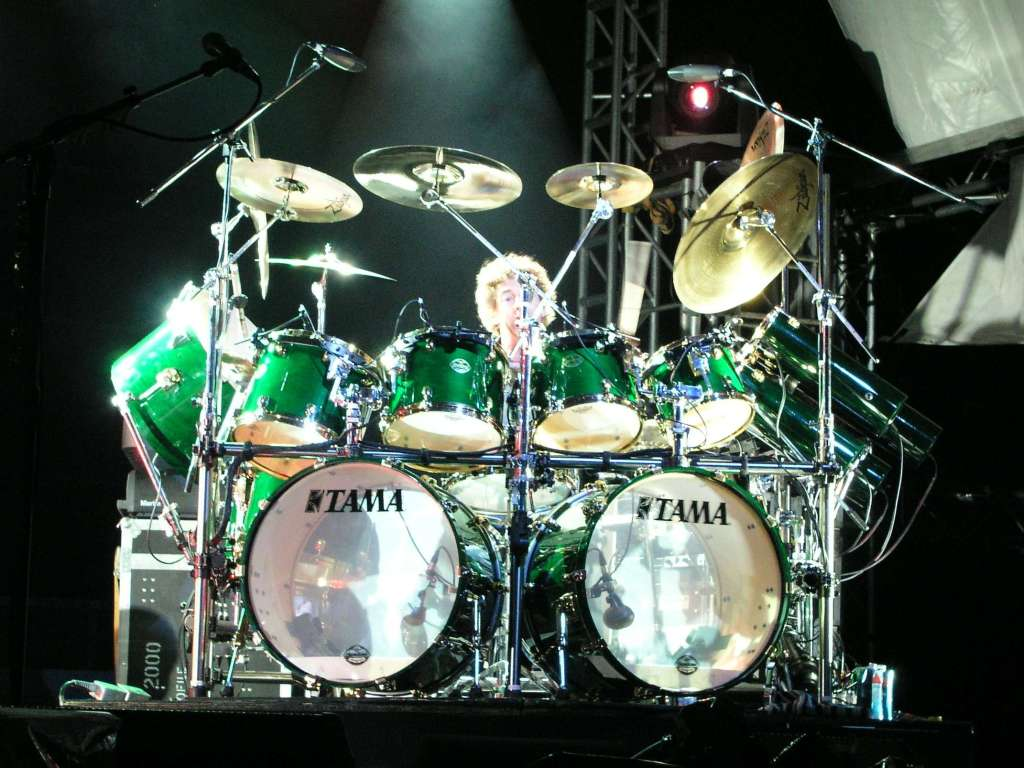
Le batteur Simon Phillips à sa batterie Tama.

Tama Tama est un fabricant japonais d'instruments à percussion. Cette marque est plus particulièrement spécialisée dans la construction de batteries.

## Histoire
La société japonaise Hoshino (qui veut dire « Étoile » en français, « Star » en anglais) fabriquait des batteries dans les années 1960 vendues sous la marque Star. Elle apporte de nombreuses innovations à l'instrument comme la célèbre attache tom à rotule brevetée sous le nom d'« Omnisphère ».
Le nom Tama (qui est aussi le nom d'un petit tambour africain) vient du prénom de la femme du premier président de la compagnie : Yoshitaro Hoshino qui décide donc que toutes les batteries produites par la maison porteront le nom « Tama » et que les modèles garderont « Star » dans leur nom.
Au fil des années ont fleuri les Swingstar, Rockstar, ImperialStar, ArtStar...
Des batteurs comme Neil Peart (Rush), Stewart Copeland (The Police), Lars Ulrich (Metallica), Dave Lombardo (Slayer), David Silveria (Korn), Simon Phillips, Scott Travis, Dave Holland (tous les trois Judas Priest) ou encore Yoshiki (X Japan) ont imposé Tama comme une marque reconnue dans le monde de la batterie.
En 1994, leur batterie de légende, la « StarClassic » voit le jour, une batterie haut de gamme qui est la division de prestige de Tama. La Starclassic est fabriqué en érable, ou en Walnut/Birch.
Leur fleuron sorti en 2012, la série très haut-de-gamme appelée « Star » (Bubinga, Maple, Walnut) est l'unique série fabriquée au Japon actuellement, contrairement au reste de la gamme (Taïwan, Chine). Les modèles destinés à l'Amérique sont assemblés par Hoshino États-Unis à Bensalem, en Pennsylvanie.

## Accessoires
Tama fabrique ses propres équipements et pièces pour batterie, avec les séries: pieds de cymbales et pieds de caisse-claire « Roadpro » et « Star », pédales de grosse-caisse et pieds de charley « Iron Cobra » & « Speed cobra », et la série d'instruments poids-plume « Classic hardware ».

## Modèles
Batteries actuelles:
- Rythm mate
- Club jam
- Imperialstar
- Silverstar
- Superstar (Hyper-drive, Duo, Classic)
- S.L.P. Dynamic Kapur
- S.L.P. Fat Spruce
- S.L.P. Studio Maple
- Starclassic Performer Walnut/Birch
- Starclassic Maple
- Star Walnut
- Star Maple
- Star Bubinga

Batteries anciens modèles:
- Rockstar (Custom, Pro, DX)
- Superstar (1er modèle)
- Granstar
- Artstar
- Artstar II
- Artstar Custom
- Stagestar
- Royalstar
- Imperialstar (1er modèle)
- Swingstar